# دیگو لیما
دیگو لیما (انگلیسی: Dhiego Lima؛ زادهٔ ۳۱ ژانویهٔ ۱۹۸۹) ورزشکار هنرهای رزمی ترکیبی اهل برزیل است. وی از سال ۲۰۱۰ میلادی تاکنون مشغول فعالیت بوده‌است.